# 花房秀三郎
花房秀三郎（日语：／ Hanafusa Hidesaburo，1929年12月1日—2009年3月15日） 是日本的病毒學者。他是美國洛克菲勒大學榮譽教授、大阪生物科學研究所（日语：大阪バイオサイエンス研究所）榮譽所長。

## 概述
花房秀三郎在使用“勞氏肉瘤病毒”導致雞得癌症的研究中，發現致癌基因的原始形式存在於正常細胞中，病毒接收它並導致癌症基因發生，證明正常基因被替換掉。此外，還發現了多種癌基因共有的結構。通過細胞基因突變導致了癌症的發生而確立了其基本概念。

## 簡史
- 1929年12月1日 花房秀三郎於兵庫縣出生。
- 1948年 私立甲陽中学（現在的學校名甲陽学院中学校・高等学校）畢業。進入大阪府立浪速高等学校就學。
- 1950年 進入大阪大學理學部化學科。
- 1953年 大阪大學畢業於理學院，取得大阪大學微生物病研究所學歷。
- 1960年 在大阪大學完成博士論文論文「動物病毒的各種生物學活性喪失傳染力」（日语：「感染力を失なった動物ウイルスの種々の生物学的活性」）。
- 1961年 前往美國加州大學，法蘭西學院實驗醫學研究所，紐約公共衛生研究所。
- 1973年 擔任洛克菲勒大學教授。
- 1985年 任職美國國家科學院外籍會員。
- 1998年 擔任大阪生物科學研究所所長。
- 2000年 日本學士院會員。
- 2009年3月15日 花房秀三郎死於肝功能衰竭。享年79歲。

## 獎賞/勳章
- 1982年 阿爾伯特·拉斯克基礎醫學研究獎，这是日本人第一次獲得此獎
- 1983年 朝日獎[1]
- 1991年 文化功勞者
- 1995年 文化勳章

## 外部連結
- 生命詩研究館サイエンティストライブラリー特別編：花房秀三郎 （页面存档备份，存于）
- Nature追悼記事
- Cell追悼記事[永久]